# Меседа Багаудинова
Меседа Абдулларисовна Багаудинова (на руски: Месе́да Абдуллари́совна Багауди́нова) е руска певица.

## Биография
Меседа Багаудинова е родена в Грозни, СССР. Баща ѝ е аварец, а майка ѝ от украинско-беларуски произход. Има две по-големи сестри, Виктория и Салим, по-голям брат Олег и по-малък Рустам. Когато Меседа е на девет години, семейството се премества в Кисловодск. На 16 години, тя се премества в Ростов на Дон, където възнамерява да учи в музикално училище. Завършва Ростовския колеж на изкуствата, в катедра поп-джаз вокали.

## Кариера

### „Мечты“
„Мечты“ („Мечти“) е международно трио от Ростов, член на което е Меседа Багаудинова. Първото изпълнение на групата се провежда в началото на 2002 г., когато момичетата са поканени на фестивал на полицията в Ростов. След това многократно са на турне в Южна Русия. Групата също така изнася концерти в Австрия. През този период се запознава с Татяна Котова, бъдеща носителка на титлата „Мис Русия 2006“ и член на група „ВИА Гра“. През 2005 г. те отиват на участие в Москва.

### „ВИА Гра“
На 1 април 2007 г. Меседа Багаудинова става член на „ВИА Гра“, заменяйки напусналата Олга Романовская. Първото ѝ изпълнение с групата се състои на 21 април на руски икономически форум в Лондон. През това време се снима в 4 клипа, в телевизионния сериал „Держи меня крепче“ и три фотосесии за списание Maxim, също така участва в записите на 2 албума.
На 16 януари 2009 г. Меседа Багаудинова напуска групата поради връщането на Надежда Грановская. Своето оттегляне коментира по следния начин: „По времето, когато заех мястото на Надя, групата винаги е била от руса, кестенява и брюнетка. Ние с Надя сме брюнетки, така че не можем да бъдем заедно във „ВИА Гра“. Надя определено много допринесе за групата в ранните ѝ дни и тя трябва да се уважава. Не съжалявам. При мен всичко е добре в живота и в изкуството. Ще направя солов проект“.
На 27 март 2011 г. участва в концертна годишнина на група „ВИА Гра“.
През 2013 г. в шоуто за избор на нов състав „Хочу V ВИА Гру“ е сред 6-те ментори на участниците.

### Соло
През 2009 г. е сред 10-те най-секси жени, гласувани от читателите на списание Maxim. След като напуска „ВИА Гра“, започва соловата си кариера със заснемането на клипа към песента „MYSTERY“. През декември 2009 г. участва в шоуто „Mixed Russian Fashion Show“.
Първата соло песен в кариерата на певицата е „Дым“. След тази песен кариерата ѝ е в кратък застой заради сключения брак и раждането на син.
В навечерието на Нова година 2013 по Первий канал е на сцена с бившите солистки на „ВИА Гра“ Анна Седокова, Албина Джанабаева и Ева Бушмина, с които изпълнява песента „Бриллианты“.
В началото на 2014 г. излиза сингълът „Верю я“. На 6 март 2015 г. е издаден 6-ият ѝ сингъл „День“.

## Личен живот
През лятото на 2011 г. се омъжва за бизнесмена Алан, а на 6 януари 2012 г. ражда момче – Аспар. През 2015 г. се развежда.

## Дискография

### Компилации с „ВИА Гра“
- Поцелуи (2007)
- Эмансипация (2008)

### Сингли
- „Дым“ (2011)
- „Просто замри“ (2013)
- „Я у тебя ничего не прошу“ (2013)
- „Верю я“ (2014)
- „Пересечение“ (2015)
- „День“ (2016)
- „Жаль“ (2017)

### Класации
| Година | Заглавие      | Класация                         | Класация                           | Класация                         | Класация                           | Албум     |
| Година | Заглавие      | Русия и ОНД (Tophit Общ Топ-100) | Украйна (Tophit Украински Топ-100) | Украйна (Tophit Киевски Топ-100) | Радиокласация по заявка TopHit 100 | Албум     |
| ------ | ------------- | -------------------------------- | ---------------------------------- | -------------------------------- | ---------------------------------- | --------- |
| 2015   | „Пересечение“ | 192                              | 655                                | —                                | 54                                 | без албум |

- „—“ показва, че песента не влиза в класацията

## Видеография
| Година                      | Клип                                  | Режисьор        | Албум                     |
| В група ВИА Гра             | В група ВИА Гра                       | В група ВИА Гра | В група ВИА Гра           |
| --------------------------- | ------------------------------------- | --------------- | ------------------------- |
| 2007                        | „Поцелуи“                             | Алан Бадоев     | „Поцелуи“ / „Эмансипация“ |
| 2008                        | „Я не боюсь“                          | Алан Бадоев     | „Эмансипация“             |
| 2008                        | „My emancipation“                     | Алан Бадоев     | „Эмансипация“             |
| 2008                        | „Американская жена“                   | Роман Васиянов  | „Эмансипация“             |
| Соло кариера                |                                       |                 |                           |
| 2015                        | „Пересечение“                         | Иван Шерстников | бъдещ албум               |
| Участие с други изпълнители |                                       |                 |                           |
| 2010                        | „Mystery (The Power Within)“ (Plazma) | Марат Аделишин  | без албум                 |